# Malintrat
Malintrat is een gemeente in het Franse departement Puy-de-Dôme (regio Auvergne-Rhône-Alpes). De plaats maakt deel uit van het arrondissement Clermont-Ferrand. Malintrat telde op 1 januari 2022 1.133 inwoners.

## Geografie
De oppervlakte van Malintrat bedroeg op 1 januari 2022 8,16 vierkante kilometer; de bevolkingsdichtheid was toen 138,8 inwoners per km².

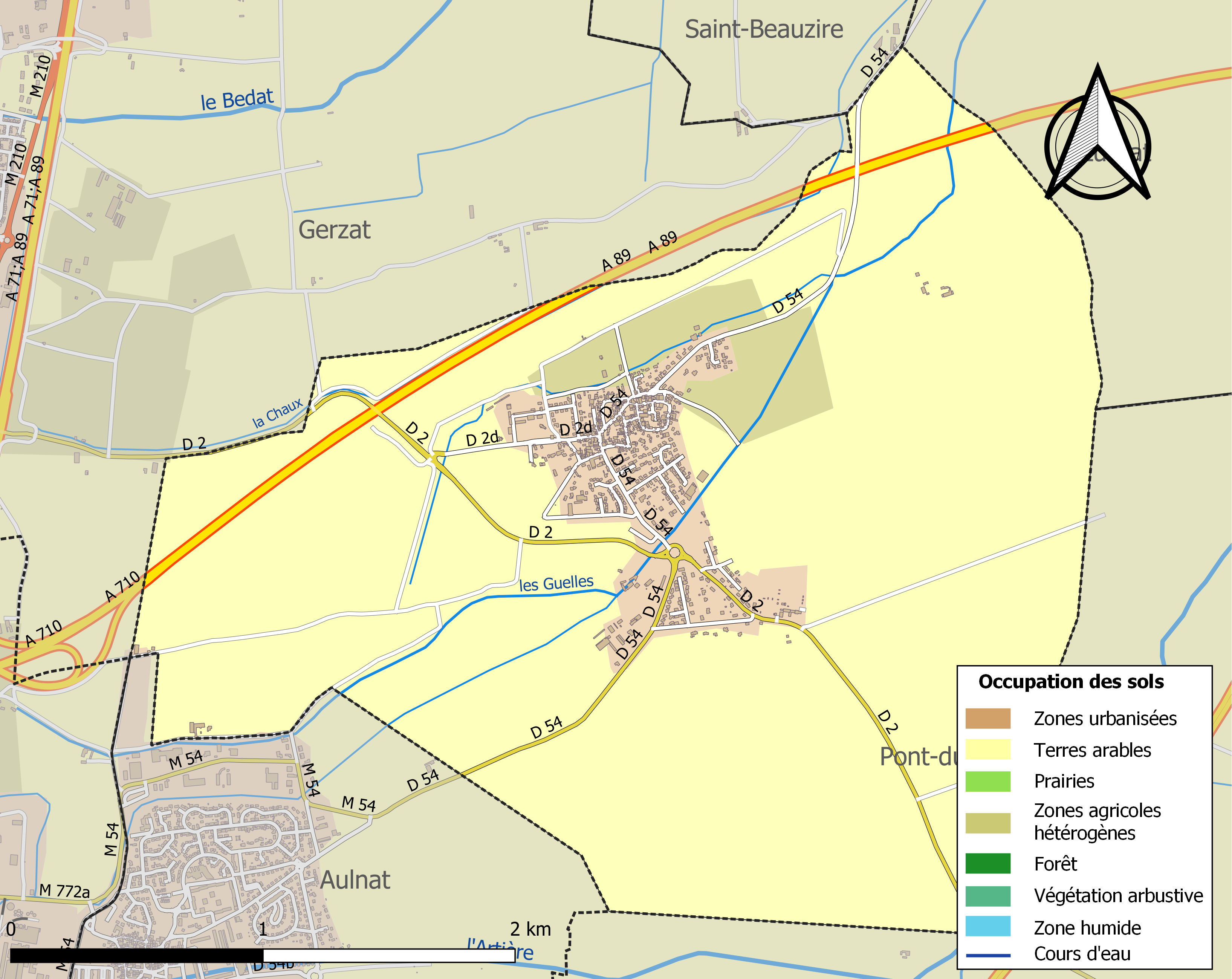
Kaart van de gemeente met belangrijkste infrastructuur, bodemgebruik en omliggende gemeenten

## Demografie
Onderstaande figuur toont het verloop van het inwonertal (bron: INSEE-tellingen).